# Delta Dunaje

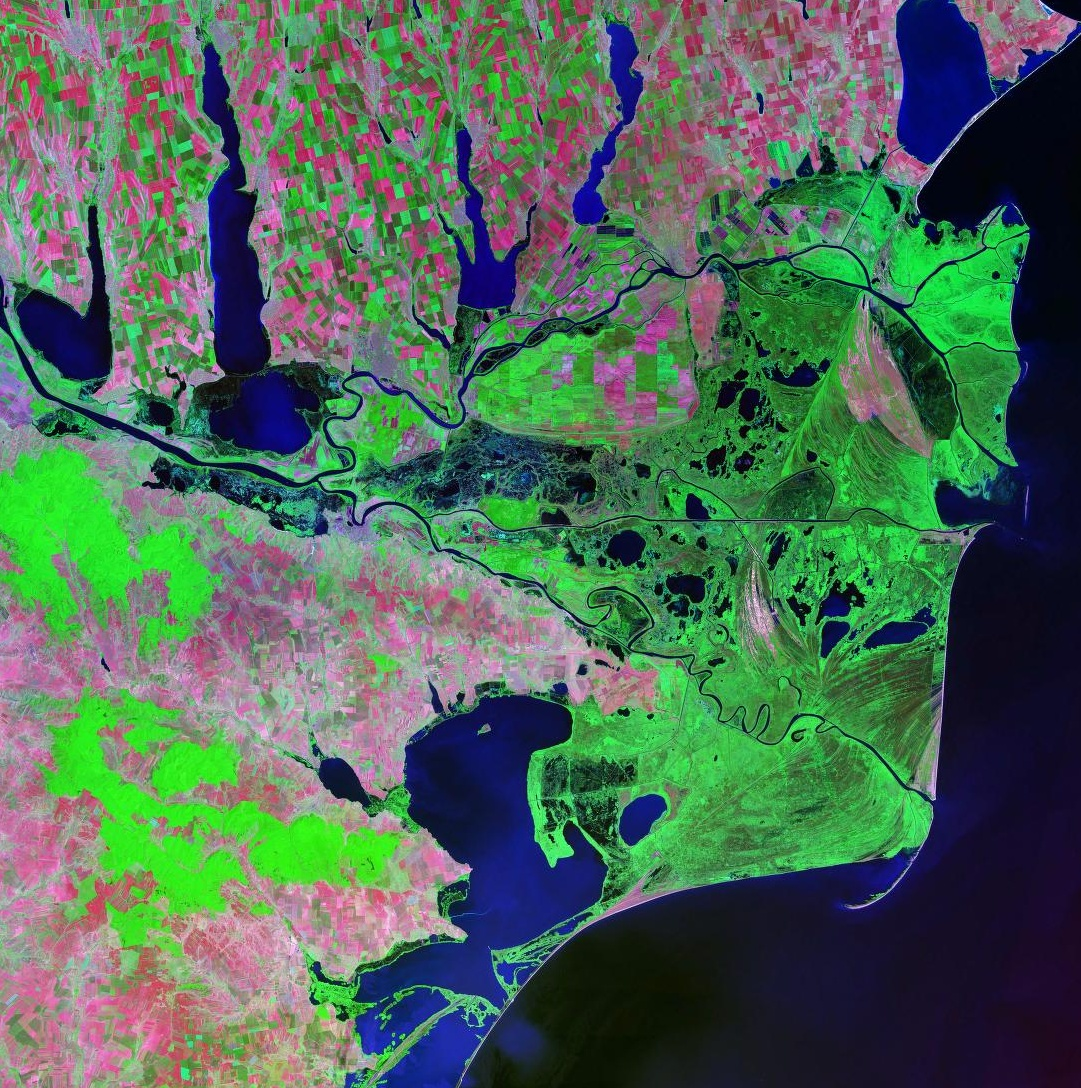
Delta Dunaje – satelitní fotografie z roku 2000. Na snímku jsou jasně vidět tři hlavní ramena Dunaje: severní Chilia, méně výrazná střední Sulina a jižní Sfântul Gheorghe.

Delta Dunaje (rumunsky delta Dunării, ukrajinsky дельтa Дунаю) je nejzachovalejší říční delta v Evropě. Delta se rozkládá na ploše přibližně 3 450 km², kde se Dunaj vlévá do Černého moře. Delta Dunaje leží na území Rumunska (historický region Dobrudža) a z menší části Ukrajiny (zhruba sedmina území).
V oblasti delty žije přibližně 15 000 lidí, nejvýznamnější sídla jsou Tulcea a Izmajil. Většina se živí tradičním způsobem, převládá rybářství. V okolí ukrajinského sídla Vilkove (ukrajinsky Вилкове) a rumunské Tulcey žije komunita tzv. Lipovanů, náboženské menšiny, vyznavačů starého ritu pravoslavné církve. Delta je nejkosmopolitnějším regionem Rumunska a celkem zde žije 22 národností, včetně Čechů a Slováků.

## Geografie

Diachronická mapa dunajské delty.

Nedaleko města Tulcea se Dunaj dělí do tří ramen, která se do Černého moře vlévají pod jmény Kilijské (Chilia), Sulinské (Sulina) a Svatojiřské (Sfântul Gheorghe). Mimo tří hlavních ramen se Dunaj dělí na velké množství vedlejších říčních ramen a kanálů. Delta je dynamický ekosystém – říční nánosy ji každoročně rozšíří o zhruba 40 metrů. Severní rameno Chilia tvoří ukrajinsko-rumunskou státní hranici. Chilia má délku 104 km a do Černého moře přivádí kolem 60 % dunajské vody. Rameno Sulina má délku 71 km a odvádí 18 % vody. Jižním ramenem Sfântul Gheorghe o délce 112 km protéká 22 % objemu dunajské vody.
Přibližně 35 km daleko v Černém moři se nachází Hadí ostrov, o který vedly soudní spor Rumunsko s Ukrajinou. Ostrov připadl Ukrajině, která jej získala po rozpadu Sovětského svazu. V roce 2022 jej krátkodobě zabralo Rusko.
Roku 2004 začala Ukrajina práci na kanálu Bystroje, který spočívá v prohloubení ramene Bystroje, které by tak mělo by propojit Černé moře s ukrajinskou částí dunajské delty. Kanál je kritizován mnoha ekology a neziskovými organizacemi kvůli potenciálnímu ohrožení jedinečné flory i fauny. Plán je také kritizován Evropskou unií.

## Ekologie
Oblast delty je pokryta rákosím, mokřady a lužními lesy. Části delty jsou na jaře a na podzim zaplavovány. V mokřadech, stojatých a tekoucích vodách dunajské delty žije přes 1200 druhů rostlin, 300 druhů ptáků a přibližně 90 druhů ryb (například rejnok ostnatý, jeseteři). Delta je významným hnízdištěm tažného ptactva; mezi zdejší ptactvo patří například ibis hnědý, kormorán velký eurasijský, kormorán malý, pelikán bílý, pelikán kadeřavý, kvakoš noční starosvětský, volavka vlasatá, volavka bílá, volavka stříbřitá, volavka červená. Celkem zde žije přibližnně 3500 živočišných druhů, včetně některých ohrožených: například norek evropský, kočka divoká, vydra říční, tuleň středomořský.
Podstatná část delty je chráněna, přičemž jednotlivá chráněná území se částečně překrývají. Byl zde zřízen rumunský národní park Delta Dunării (5800 km²). Území o rozloze 3124 km² (včetně brakických jezer Razelm, Sinoe a dalších) je od roku 1991 zapsáno na seznamu světového dědictví UNESCO. Zároveň je zde vyhlášena 7322 km² veliká biosférická rezervace, která zasahuje i na území Ukrajiny.

## Fotogalerie

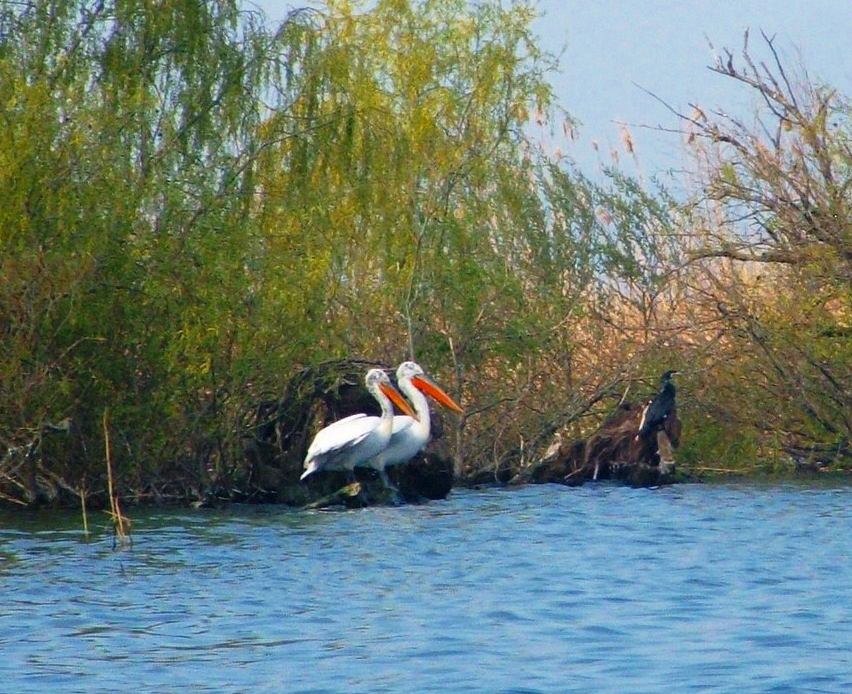
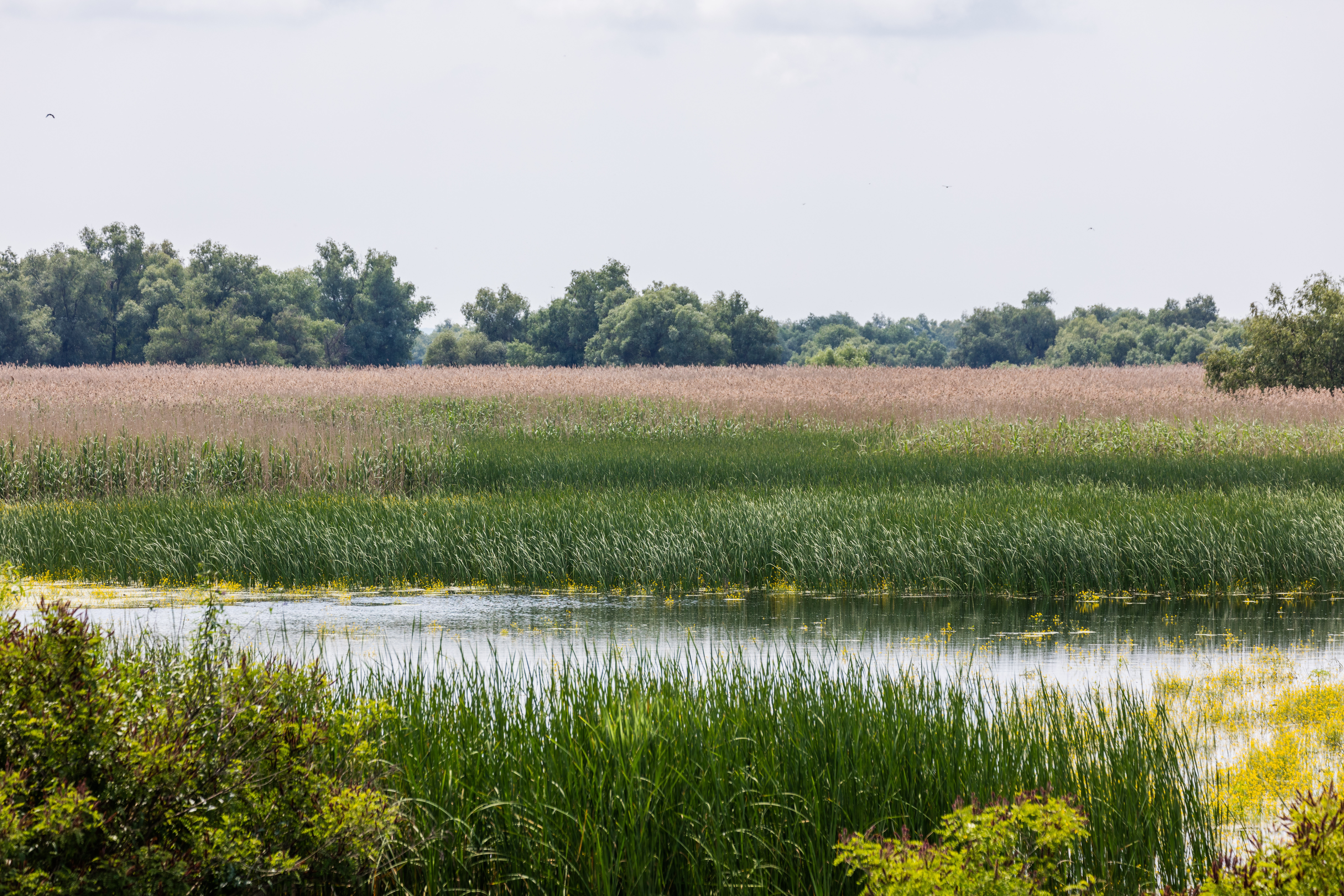
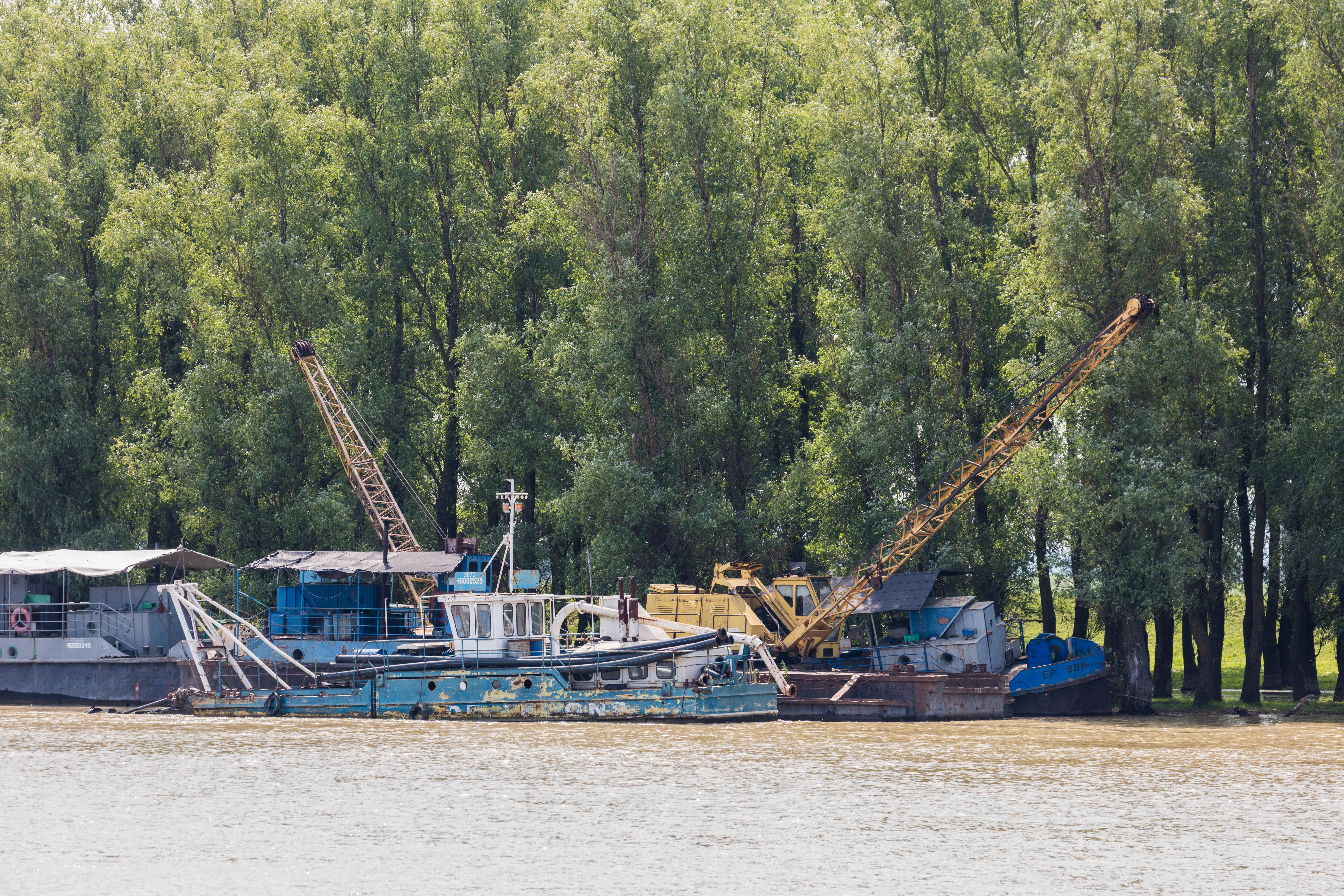
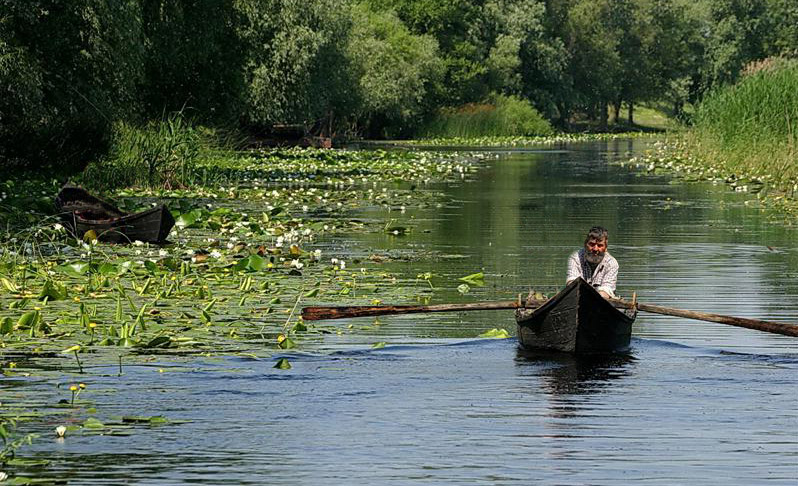
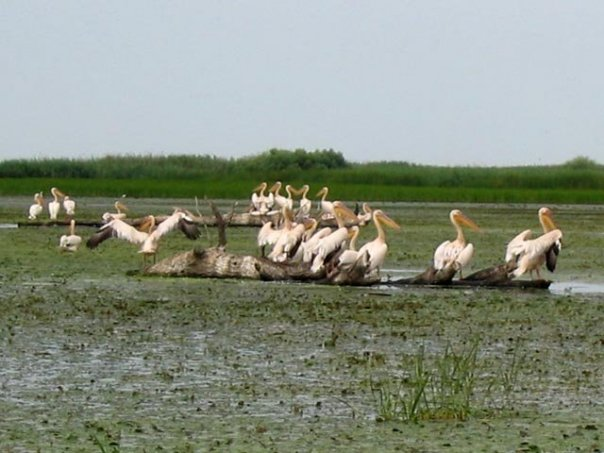